# Mathis Margirier
Mathis Margirier, né le 7 juillet 1997, est un triathlète français, champion de France longue distance en 2020 et en 2022. Il remporte en 2023, le championnat du monde du circuit longue distance Challenge.

## Palmarès
Le tableau présente les résultats les plus significatifs (podium) obtenus sur le circuit national et international de triathlon depuis 2022.
| Année | Compétition                    | Pays       | Position           | Temps           |
| ----- | ------------------------------ | ---------- | ------------------ | --------------- |
| 2024  | Étape du T100 de Miami         | États-Unis | Médaille de bronze | 3 h 10 min 8 s  |
| 2023  | Championnat du monde Challenge | Slovaquie  | Médaille d'or      | 3 h 31 min 29 s |
| 2023  | Challenge Salou                | Espagne    | Médaille d'or      | 3 h 24 min 23 s |
| 2023  | Challenge Vieux Bocau          | France     | Médaille d'or      | 3 h 38 min 10 s |
| 2023  | Ironman 70.3 à Lanzarote       | Espagne    | Médaille d'argent  | 3 h 55 min 13 s |
| 2022  | Ironman 70.3 à Cascais         | Portugal   | Médaille d'argent  | 3 h 45 min 43 s |
| 2022  | Ironman 70.3 à Jesolo          | Italie     | Médaille d'argent  | 3 h 41 min 40 s |